# Santo Stefano Ticino
Santo Stefano Ticino là một đô thị ở tỉnh Milano, vùng Lombardia của Italia, khoảng 20 km về phía tây Milano. Tại thời điểm ngày 31 tháng 12 năm 2004, đô thị này có dân số 4.011 người và diện tích là 5,0 km².
Santo Stefano Ticino giáp các đô thị: Arluno, Ossona, Marcallo con Casone, Corbetta, and Magenta.